# Croix du Mérite militaire en or
Pour les articles homonymes, voir Croix du Mérite militaire.
La croix du Mérite militaire en or (en allemand : Goldenes Militär-Verdienstkreuz) est la plus haute récompense de bravoure du royaume de Prusse pour les non-officiers et les soldats enrôlés.

## Historique
Cette croix du Mérite militaire (Militär-Verdienstkreuz) est appelée « croix du Mérite militaire en or » (Goldenes Militär-Verdienstkreuz) pour la distinguer de la décoration militaire 1re classe (Militär-Ehrenzeichen I. Klasse), une moindre décoration prussienne de bravoure pour les soldats enrôlés, qui est une croix identique mais en argent. La croix du Mérite militaire en or est aussi connue comme la « Pour le Mérite pour les sous-officiers et hommes de troupe » (Orden Pour le Mérite für Unteroffiziere und Mannschaften), qui est après la Pour le Mérite, la plus haute décoration militaire prussienne pour les officiers.
La croix du Mérite militaire en or a été fondée par le roi Guillaume Ier de Prusse le 27 février 1864. Elle est initialement réservée au personnel ayant le grade de Feldwebel (qui était alors le grade le plus élevé des non-officiers) et en dessous, mais l'admissibilité a été plus tard étendue aux soldats dans le rang de Offizier-Stellvertreter, un grade créé en 1887 qui est à peu près comparable à un grade d'adjudant.

## Description
La croix du Mérite militaire en or, comme son nom l'indique, est une médaille en or massif (plus tard fait d'argent plaqué or) représentant une croix de Malte avec un médaillon central.
L'avers du médaillon représente les initiales entrelacées du fondateur WR (Wilhelm Rex) surmontés d'une couronne, le monogramme royal de la monarchie prussienne. Sur le revers, l'inscription KRIEGS VERDIENST (Mérite de guerre) est apposée avec en partie basse 2 branches de feuilles de chêne.
La médaille est portée sur un ruban noir avec bandes blanches latérales sur la poitrine gauche.

## Récompenses

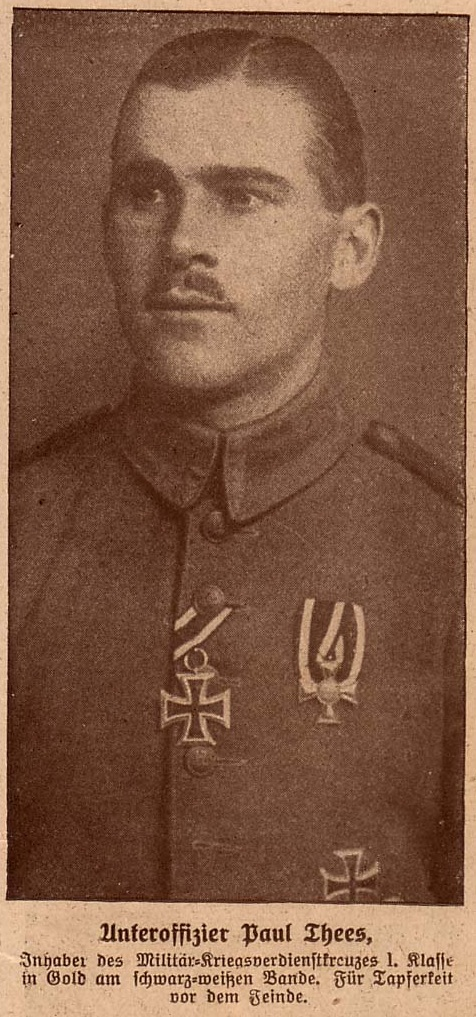
Paul Thees, le 15 mai 1918, décoré de la croix du Mérite militaire, Unteroffizier du 1. Posenschen Feldartillerie-Regiment Nr. 20

Les premières récompenses ont été attribuées pour la guerre austro-prussienne de 1866 à 16 officiers et hommes le 20 septembre 1866 pour leur contribution particulièrement remarquable faite par leur bravoure et leur mérite. Aucune attribution n'a été faite pour la guerre franco-prussienne de 1870-71, où la décoration prussienne militaire principale, tant pour les officiers que les hommes de troupe, a été la croix de fer. D'autres récompenses ont été accordées de 1873 à 1884, dont 34 sous-officiers de la garde russe, en 1879, pour leur bravoure dans la guerre russo-turque de 1877-1878. Seulement cinq autres prix ont été donnés de 1884 à la Première Guerre mondiale : quatre pour les conflits coloniaux et un pour la révolte des Boxers en 1900 .
Pendant la Première Guerre mondiale, la croix de fer est de nouveau rétablie, et pour les premières années de la guerre, elle redevient la décoration prussienne militaire principale.
La première cérémonie de la croix du Mérite militaire a eu lieu le 15 octobre 1916 à George Dulz, un Vizefeldwebel (sergent) du 68e régiment d'infanterie (de), suivi par 54 autres attributions en 1917. Le reste des remises de la croix du mérite militaire a été fait en 1918.
Malgré le plus grand nombre de récompenses en 1918, la décoration est restée extrêmement rare par rapport au nombre de soldats prussiens admissibles et par rapport au nombre de récompenses de la croix de Fer et la plupart des décorations d'enrôlés des autres États de l'Empire allemand.
La dernière cérémonie le 3 novembre 1918 à Charles Beck, un Vizefeldwebel dans le régiment d'infanterie de réserve no 83 (Reserve-Infanterie-Regiment Nr. 83). Le Infanterieflieger (de) (aviateur d'infanterie) Heinrich Ernst Schäfer l'a reçue à titre posthume le 11 juin 1918.
Le dernier récipiendaire de la croix du Mérite militaire en or, un ancien adjudant du 85e régiment d'infanterie (de), August Reese, est décédé en 1988 à l'âge de 102 ans.
La décoration n'a été décernée que seulement 1 760 fois aux soldats allemands.
Les récipiendaires ont reçu une allocation mensuelle, qui a été maintenue après la fin de la monarchie prussienne en novembre 1918 et jusqu'à la fin du Troisième Reich, puis est rétablie en Allemagne de l'Ouest en 1957.

## Privilèges
L'attribution de la croix du Mérite militaire en or confère certains droits spéciaux au récipiendaire :
- préféré par les autorités d'alimentation ;
- allocation mensuelle d'un montant de trois couronnes, plus tard 9 RM, à partir d'août 1939 20 RM et sous la République fédérale d'Allemagne en 1957 25 DM puis en 1986 50 DM ;
- honneurs militaires par le port d'armes ;
- défilé funèbre à la mort du titulaire.

## Sources
- (en) Cet article est partiellement ou en totalité issu de l’article de Wikipédia en anglais intitulé « Military Merit Cross (Prussia) » (voir la liste des auteurs).

Bibliographie
- (de) Klaus D. Patzwall, éd., Das Goldene Preussische Militär-verdienst-Kreuz (1986)  (ISBN 3-931-53315-8)
- (de) Dr Kurt-Gerhard Klietmann, Pour le Mérite und Tapferkeitsmedaille (1966).